# 노이엔에크역
노이엔에크역(독일어: Bahnhof Neuenegg)은 스위스 베른주의 노이엔에크 지자체에 있는 기차역이다. 젠제탈 철도의 표준궤 플라마트-라우펜선에 있다.

## 역사
2019년과 2021년 사이에 역은 지하도로 연결된 2개의 새로운 230m 길이 측면 플랫폼으로 재건되었다. 새로운 플랫폼은 높이가 55cm로 장벽 없는 탑승이 가능하다. 2021년 4월에 나머지 노선과 함께 역이 재개통되었다.

## 운행편
2020년 12월 시간표 변경에 따라 노이엔에크에서 다음 서비스가 정차한다.
- 베른 S-반 S2 : 라우펜 BE와 랑나우 사이를 30분 간격으로 운행한다.